# Сердиана
Сердиа̀на (на италиански и на сардински: Serdiana) е малко градче и община в Южна Италия, провинция Южна Сардиния, автономен регион и остров Сардиния. Разположено е на 171 m надморска височина. Населението на общината е 2650 души (към 2012 г.).